# Departamento del Cuzco (Confederación Perú-Boliviana)
Cuzco fue uno de los cinco departamentos que conformaban el Estado Sud-Peruano, perteneciente a la Confederación Perú-Boliviana.
Limitaba al norte con el departamento de Amazonas del Estado Nor-Peruano, al oeste con el departamento de Ayacucho, al este con los departamentos de Puno, La Paz y Santa Cruz del Estado Boliviano, y al sur con el departamento de Arequipa.

## Historia
Cuzco envió diputados a la Asamblea de Sicuani de marzo de 1836, en donde fue redactada la Constitución del Estado Sud Peruano con la tutela del entonces político rebelde Nicolás Fernández de Piérola y Flores en plena guerra civil peruana desde 1835. La constitución proclamó el Estado Sud-Peruano y la alianza con las fuerzas bolivianas de ocupación para la creación de la Confederación Perú-Boliviana.
Con la victoria de Piérola, la Ley Fundamental de 1837 en Tacna, con aprobación del autoproclamado supremo protector Andrés de Santa Cruz, reconoció a Cuzco como un departamento fundador de la Confederación.
El Gobierno General de la Confederación minimizó la disputa territorial entre las entonces República Peruana y Bolivia, así como incluir entre sus territorios, las reclamaciones territoriales hacia Brasil. Cuzco también tenía diputados en el Congreso de la Confederación como parte del grupo parlamentario sud-peruano.

## Organización
Cuzco estaba sujeto sujeto al Gobierno General, su gobernador era nombrado por el presidente del Estado, y este a su vez era nombrado por el supremo protector de turno. El gobernador estaba en la obligación de elegir representantes de su departamento para participar en las asambleas de Sicuani, que eran ordenadas por el presidente del Estado sud-peruano.

## Territorio
El departamento estaba formado por territorio actualmente repartido entre los estados de Perú, Bolivia y Brasil. En lo que respecta a Perú, Cuzco se encuentra dividido entre los modernos departamentos de Cuzco, Madre de Dios, este de Apurímac y una franja de Ucayali.